# 八日市站
八日市站（日语：／ Yokaichi eki */?）是位於滋賀縣東近江市八日市濱野町，近江鐵道本線和八日市線的車站。車站編號為OR15。
此站被選為第1回近畿車站百選。

## 歷史
- 1898年（明治31年）7月24日 - 本線車站啟用[1][2]。
- 1946年（昭和21年）1月1日 - 八日市線此站至新八日市之間開通[3]，成為轉乘車站。
- 1998年（平成10年）6月13日 - 新車站大樓落成[4][5]
- 2019年（令和元年）11月2日 - 站內開設近江鐵道博物館[6][7][8]。

## 車站構造
車站是一座地面車站，設有1面1線的單式月台和1面2線的島式月台。從單式月台一方的月台編號順序為1、2、3號月台。另外，在單式月台和島式月台之間設有中線，該中線用作停泊車輛。在島式月台外邊設有側線。
月台和車站大樓之間設有跨線橋連接。站內設有升降機。此站設有近江鐵道最大型的車站大樓，建築物為近代建築物。在檢票口上設有LED式列車出發顯示器。

### 月台

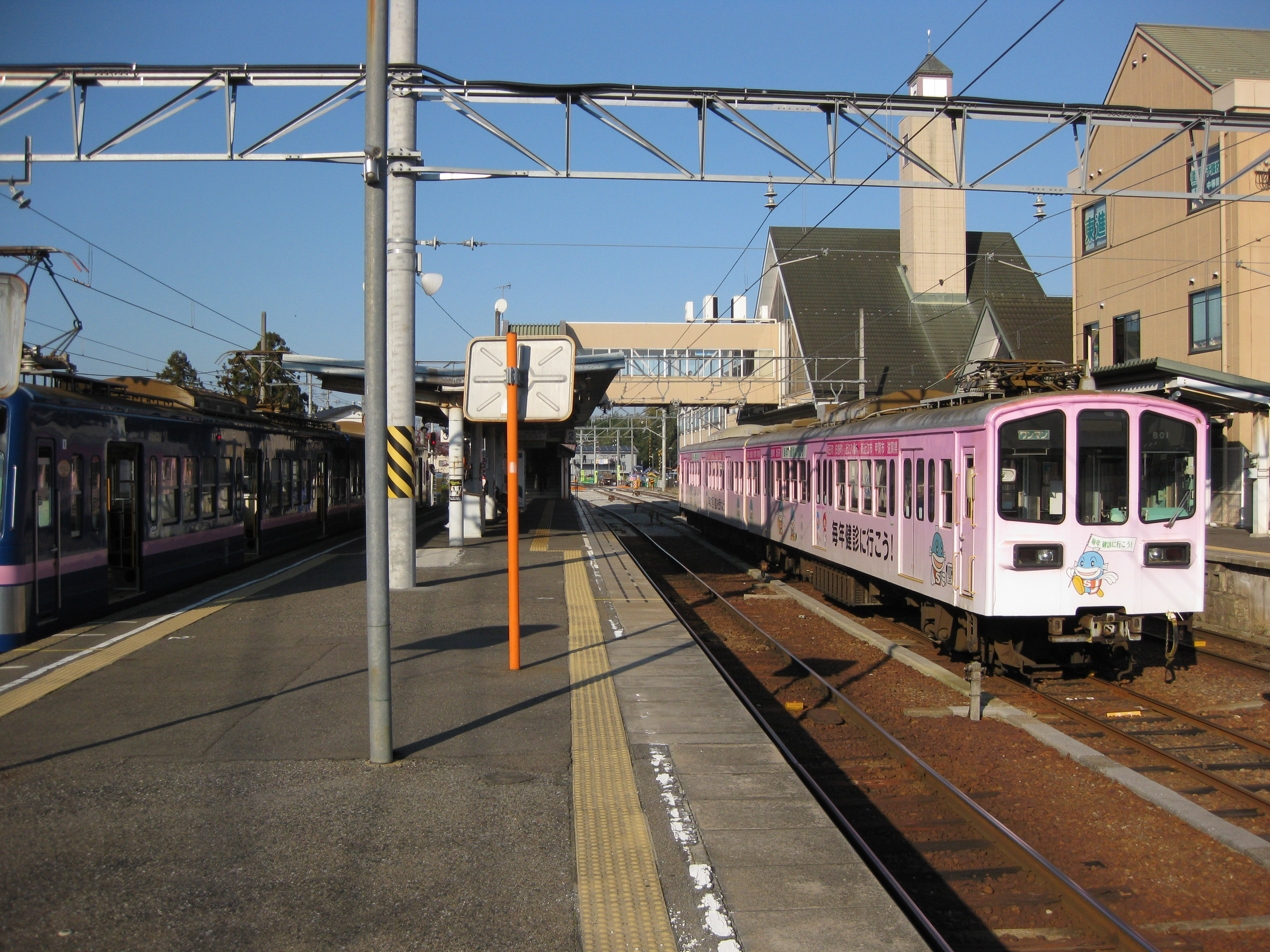
月台

| 月台 | 路線                   | 上下行 | 方向         |
| ---- | ---------------------- | ------ | ------------ |
| 1    | ■本線（水口·蒲生野線） | 下行   | 貴生川方向   |
| 2    | ■本線（湖東近江路線）  | 上行   | 米原方向     |
| 3    | ■八日市線（萬葉茜線）  | -      | 近江八幡方向 |

- 月台

## 使用狀況
根據「東近江市統計書」，以下為近年一日平均乘車人次。
| 年度   | 一日平均 乘車人次 |
| ------ | ----------------- |
| 2002年 | 2,009             |
| 2003年 | 1,986             |
| 2004年 | 2,011             |
| 2005年 | 2,023             |
| 2006年 | 2,049             |
| 2007年 | 2,062             |
| 2008年 | 2,050             |
| 2009年 | 1,896             |
| 2010年 | 2,056             |
| 2011年 | 2,077             |
| 2012年 | 2,081             |
| 2013年 | 2,023             |
| 2014年 | 2,041             |
| 2015年 | 2,047             |
| 2016年 | 2,146             |

## 車站周邊

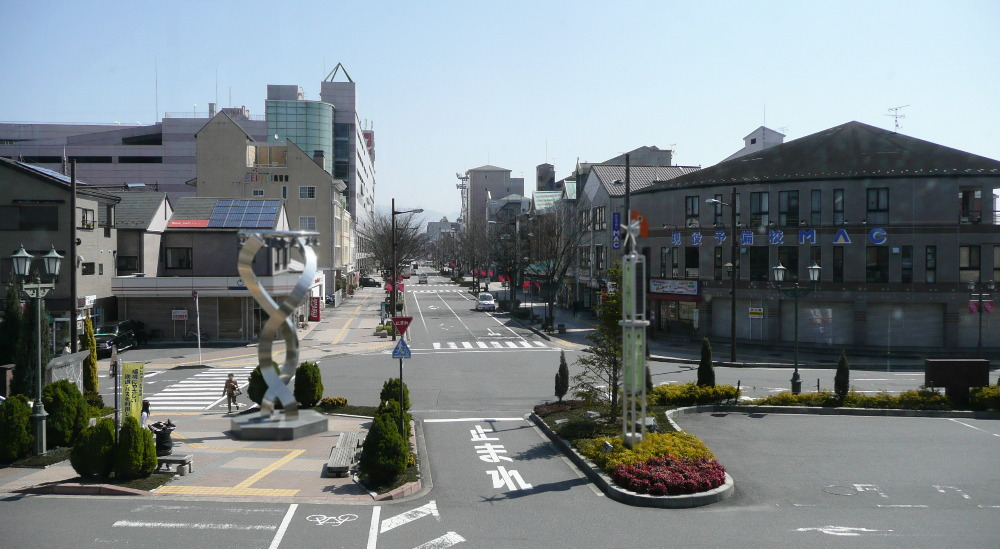
站前廣場

- 近江鐵道博物館 - 位於車站大樓2樓[8][10]。
- 東近江警署（日语：東近江警察署）八日市站前交番
- Route Inn（日语：ホテルルートイン）東近江八日市站前
- 站前綠道（日语：駅前グリーンロード）
  - apia購物廣場（日语：ショッピングプラザアピア）（AL.PLAZA八日市）
  - 京都銀行八日市分店
  - 滋賀縣立八日市高等學校（日语：滋賀県立八日市高等学校）
  - 滋賀縣民信用組合（日语：滋賀県民信用組合）八日市分店
- 綠色近江農業協同組合本店
- 本町商店街（拱廊商店街）
- 滋賀銀行（日语：滋賀銀行）八日市支店
- 延命公園
- 御代參街道（日语：御代参街道）
- 延命新地（日语：延命新地）

## 巴士路線
| 乘車處   | 乘車處 | 系統       | 主要途經                                       | 目的地         | 巴士公司   | 備註               |
| -------- | ------ | ---------- | ---------------------------------------------- | -------------- | ---------- | ------------------ |
| 八日市站 | 1      | 御園線     | 名神八日市、五智前、如來、永源寺前             | 永源寺車廠     | 近江鐵道   |                    |
| 八日市站 | 1      | 御園線     | 名神八日市、東近江綜合醫療中心、如來、永源寺前 | 永源寺車廠     | 近江鐵道   | 平日早上和日間行走 |
| 八日市站 | 2      | 神崎線     | 石塚、佐生                                     | 能登川站       | 近江鐵道   |                    |
| 八日市站 | 3      | 湖東線     | 小田刈、湖東分所、湖東紀念醫院、湖東分所       | 八日市站       | 一點點巴士 |                    |
| 八日市站 | 3      | 愛東線     | 御河邊神社前、上岸本、妹                       | 愛東分所診所前 | 一點點巴士 |                    |
| 八日市站 | 3      | 愛東線     | 御河邊神社前、上岸本、大萩                     | 愛東分所診所前 | 一點點巴士 | 平日1本            |
| 八日市站 | 3      | 市原線     | 外、國立滋賀醫院前、大森、市原小學前           | 永源寺分所     | 一點點巴士 |                    |
| 八日市站 | 3      | 市原線     | 外、國立滋賀醫院前、如來東、市原小學前         | 永源寺分所     | 一點點巴士 | 登校日運転         |
| 八日市站 | 3      | 南部御園線 | 沖野會館前、國立滋賀醫院、如來東               | 土器           | 一點點巴士 |                    |
| 八日市站 | 3      | 沖野玉緒線 | 沖野、Heartpia、玉緒駐在所                     | 國立滋賀醫院   | 一點點巴士 |                    |

## 相鄰車站
近江鐵道
本線（■湖東近江路線、■水口・蒲生野線）
河邊之森（OR14）－八日市（OR15）－長谷野（OR26）
■八日市線（萬葉茜線）
■快速（平日早上只有1班）
八日市（OR15）←武佐（OR20）
■普通
八日市（OR15）－新八日市（OR16）

## 注腳
1. 1 2 3 4 5  川島 2009，第76頁.
2. ↑  朝日 2011，第12頁.
3. ↑  朝日 2011，第13頁.
4. ↑  朝日 2011，第14頁.
5. ↑  平成プレーバックひがしおうみ （页面存档备份，存于）（日語） - 滋賀報知新聞，2019年4月28日
6. ↑   (PDF) (新闻稿). 近江鉄道. 2019-10-25  [2021-07-22]. （原始内容 (PDF)存档于2021-10-31） （日语）.
7. ↑  . 朝日新聞數碼. 2019-11-02  [2021-07-22]. （原始内容存档于2019-11-05） （日语）.
8. 1 2  . 產經新聞. 2020-02-04  [2021-07-22]. （原始内容存档于2021-07-22） （日语）.
9. 1 2  川島 2009，第11頁.
10. ↑  . GetNavi Web. 2020-12-08  [2021-07-22]. （原始内容存档于2021-11-04） （日语）.

## 外部連結
- 八日市站 （页面存档备份，存于）（日語）（各站資訊）- 近江鐵道
- 八日市駅2樓 近江鐵道博物館 （页面存档备份，存于）（日語） - 近江鐵道